# Toxeu
Segons la mitologia grega, Toxeu (en grec antic Τοξεύς, "l'arquer"), va ser un heroi, fill de Testi, un heroi etoli.
Juntament amb el seu germà Plexip, anà a la cacera del Senglar de Calidó. Tots dos van ser morts pel seu nebot Melèagre arran d'una discussió que es va produir en no estar d'acord amb el repartiment de les despulles de la bèstia.
Un altre Toxeu era un dels fills del rei d'Ecàlia, Èurit. Va morir a mans d'Hèracles, juntament amb els seus germans.